# Lycophidion ornatum
Espèce
Synonymes
- Lycophidion capense ornatum Parker, 1936

Statut de conservation UICN

 LC  : Préoccupation mineure
Lycophidion ornatum est une espèce de serpents de la famille des Lamprophiidae.

## Répartition
Cette espèce se rencontre en Angola, en République démocratique du Congo, en République du Congo, en Ouganda, au Kenya, au Rwanda, au Burundi, dans l'ouest de la Tanzanie, au Soudan, au Soudan du Sud, au Cameroun et au Nigeria.

## Publication originale
- Parker, 1936 : Dr. Karl Jordan's expedition to South West Africa and Angola : Herpetological collections. Novitates Zoologicae, Tring, vol. 40, p. 115-146 (texte intégral).